# Олимпийская деревня
Это статья о месте проживания спортсменов во время Олимпиад. О районах в Москве см. статьи Старая олимпийская деревня и Новая олимпийская деревня.

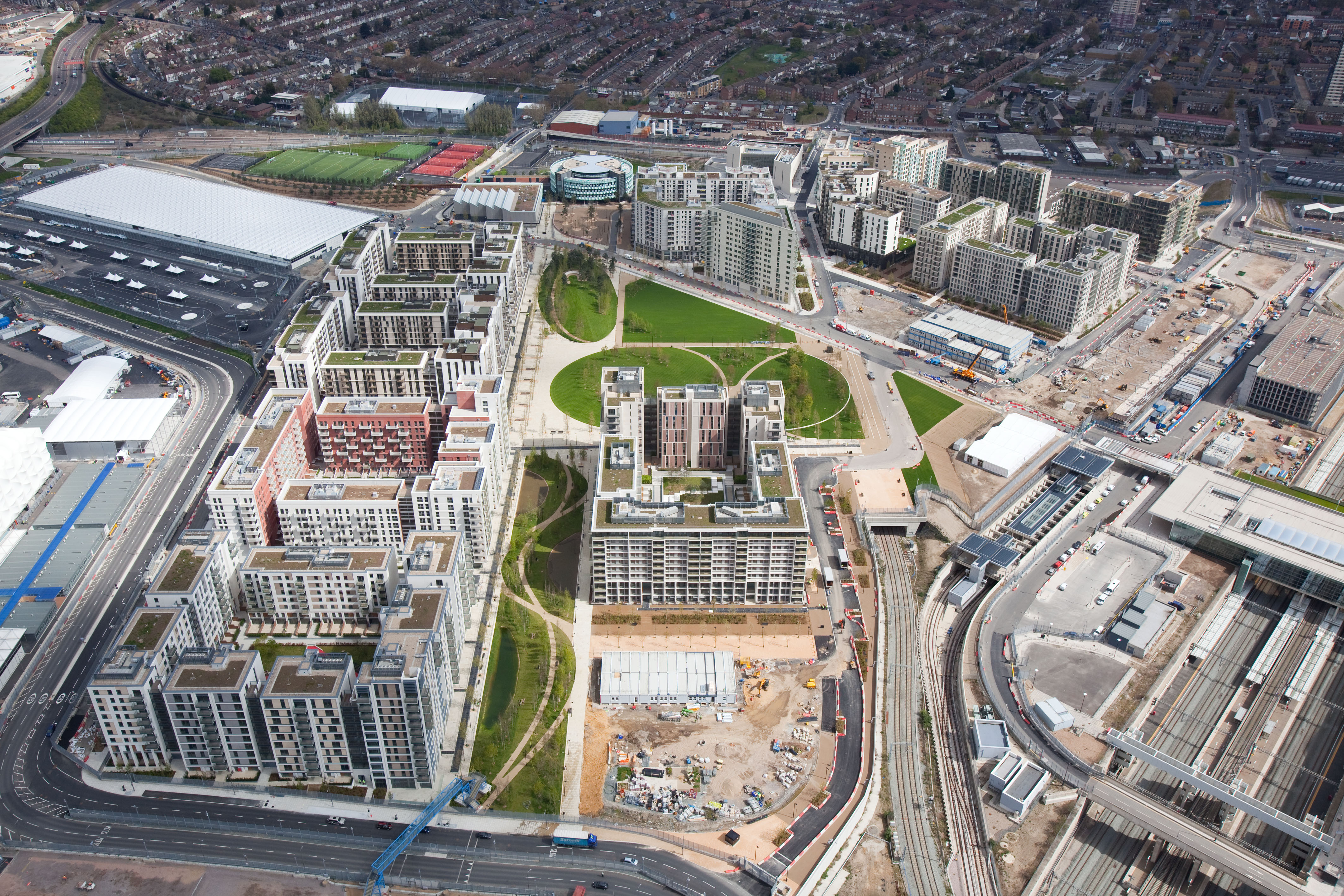
Олимпийская деревня в Лондоне. 2012 год

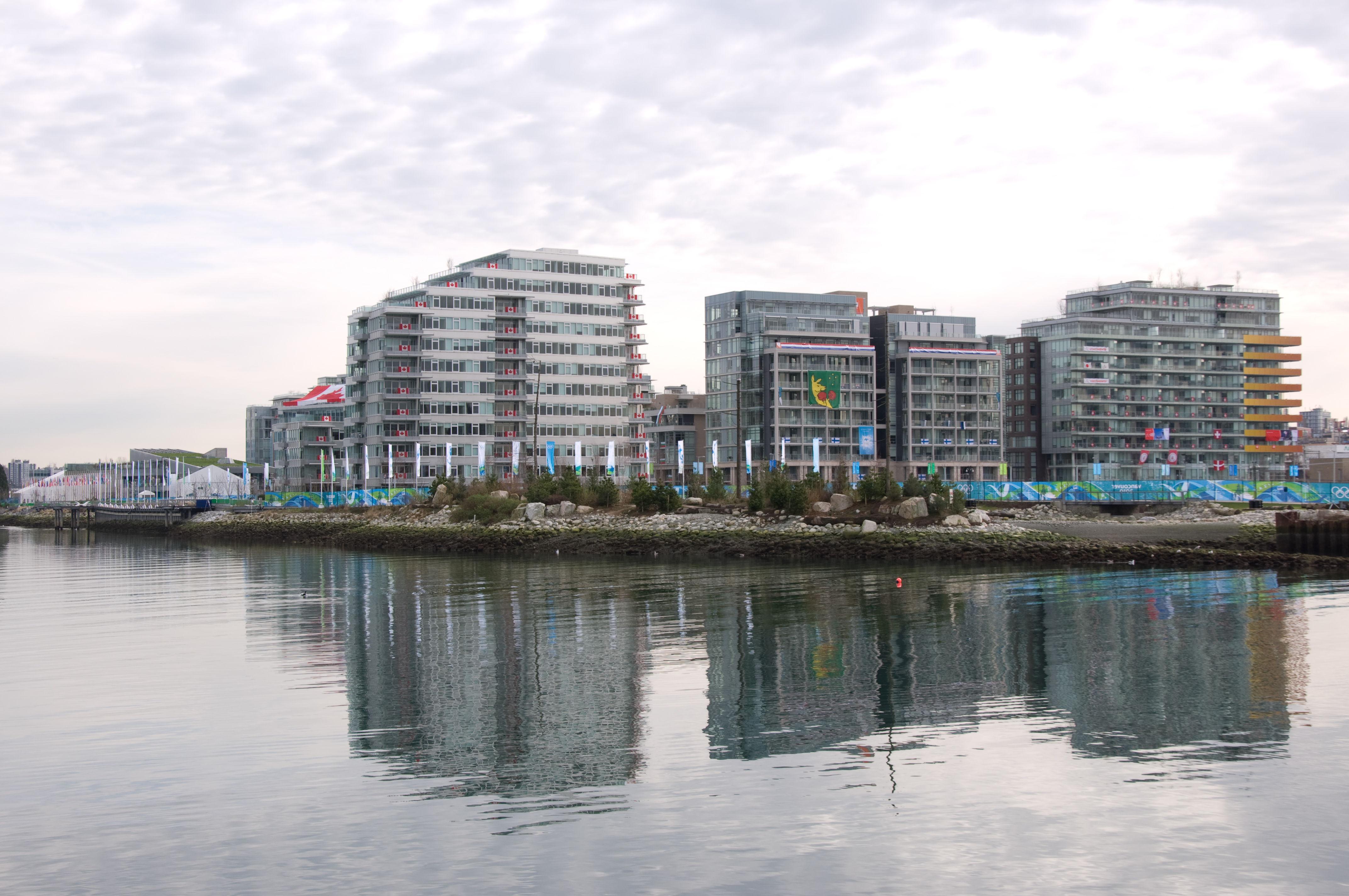
Олимпийская деревня в Ванкувере. 2010.

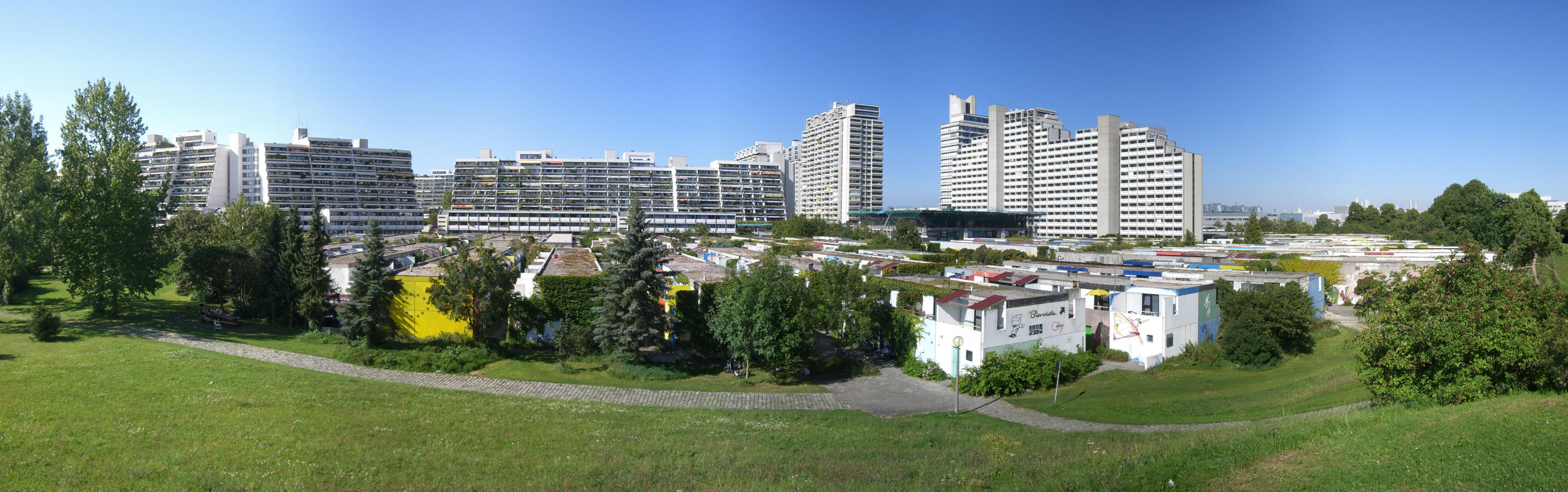
Олимпийская деревня в Мюнхене

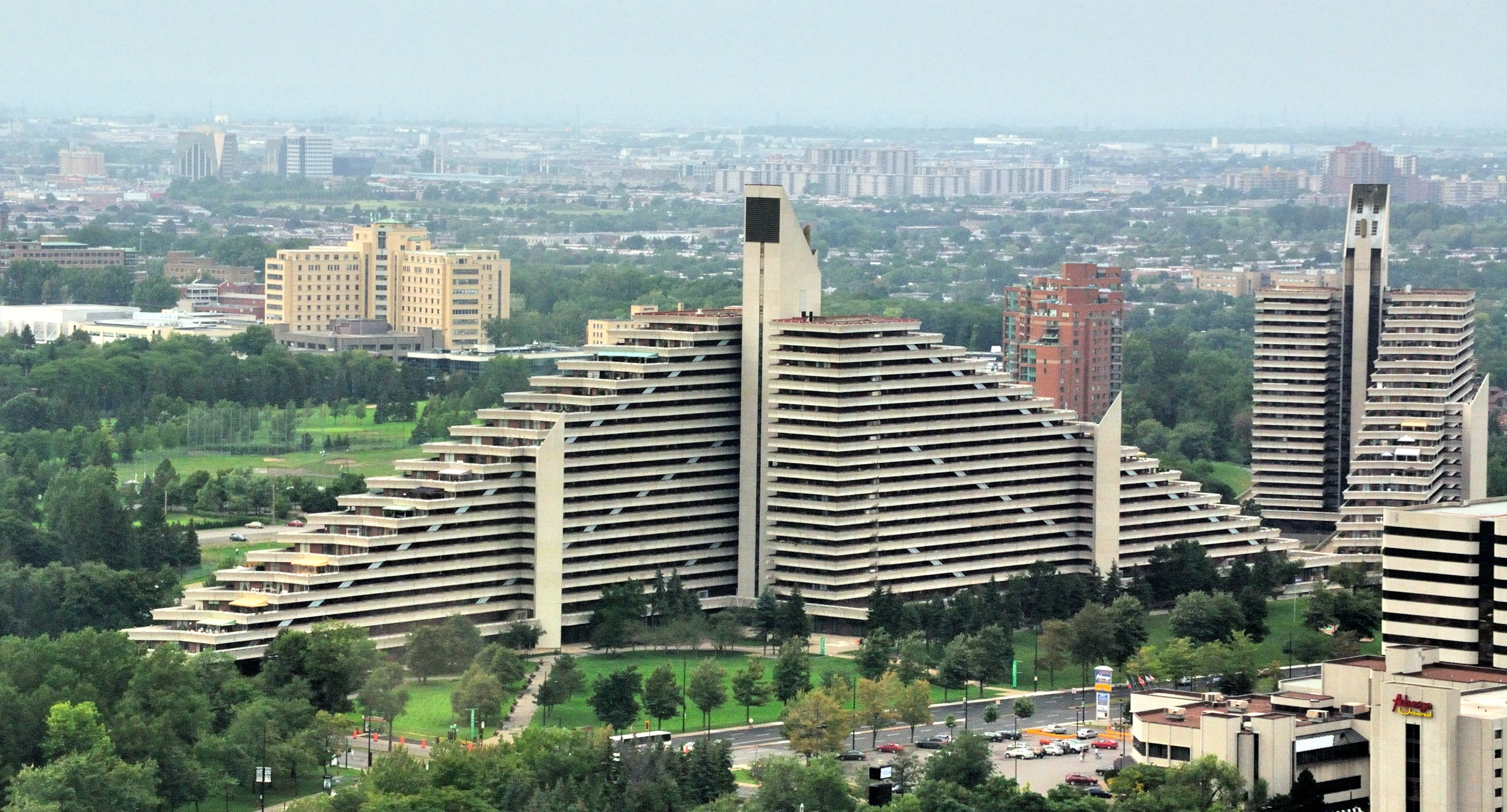
Олимпийская деревня в Монреале

Олимпийская деревня — это комплекс зданий, в которых располагаются члены делегаций стран-участниц Олимпийских игр. Согласно Олимпийской хартии Организационный комитет по проведению Олимпийских игр должен обеспечить функционирование Олимпийской деревни на период, определённый Исполкомом МОК. Олимпийская деревня должна соответствовать всем требованиям Исполкома МОК.
В Олимпийской деревне живут только спортсмены, тренеры, руководители команд, технический и обслуживающий персонал (члены международных организаций, судьи, журналисты к ним не относятся). Квоты на официальных лиц и другой персонал команд, размещаемых в Олимпийской деревне, должны быть утверждены Исполкомом МОК.
Кроме жилых зданий и помещений в Олимпийской деревне должны находиться необходимые объекты инфраструктуры, в том числе столовые, магазины, культурный центр, парикмахерские, отделения связи и прочее. Спорткомплекс деревни должен предоставлять все условия для тренировки спортсменов и их комфортного проживания. Таким образом, это целый городок, который должен быть расположен близко к олимпийским стадионам и местам проведения спортивных состязаний.
После проведения Олимпиады здания олимпийской деревни могут быть использованы, как жилые здания для жителей города, как студенческие общежития, а также на другие цели (казармы, тюрьма и др.)

## История
Олимпийская деревня, как место в котором жили участники Олимпийских игр, берёт своё начало ещё в античных времена, когда атлеты в течение трёх недель, предшествующих играм, и во время игр жили и тренировались в Олимпии.
На первых Олимпийских играх представители каждой страны самостоятельно решали вопросы о размещении своих делегаций во время соревнований. В 1924 году Париж стал первым городом, в котором была построена Олимпийская деревня в новейшее время. Во время Олимпиады в Париже спортсменам пришлось проживать в деревянных постройках, после чего они и получили устоявшееся название «олимпийская деревня».
На следующих Олимпийских играх в 1928 году, в Амстердаме, спортсменов размещали вновь там, где придётся. 3 000 человек были раскиданы по всему городу и проживали в школах, гостиницах, пансионатах, частных домах, а некоторые, как американская команда со всеми официальными лицами, на корабле, на котором и прибыли на соревнования.
В 1932 году, на летних олимпийских играх в Лос-Анджелесе, возле стадиона были специально сооружены домики для участников. Олимпийская деревня здесь состояла из 600 сборных деревянных домов, строительство было профинансировано частными инвесторами и домики были полностью демонтированы после окончания Игр. В этих домиках жили участники — мужчины. Спортсменки были размещены в гостиницах. Начиная с 1932 года появилась традиция создания Олимпийских деревень. В соответствии с Олимпийской хартией, сооружение таких деревень и их обслуживание ложится на плечи города-организатора игр. Посещать Олимпийские деревни могут только их жители, а посторонние допускаются туда только по специальному пропуску.

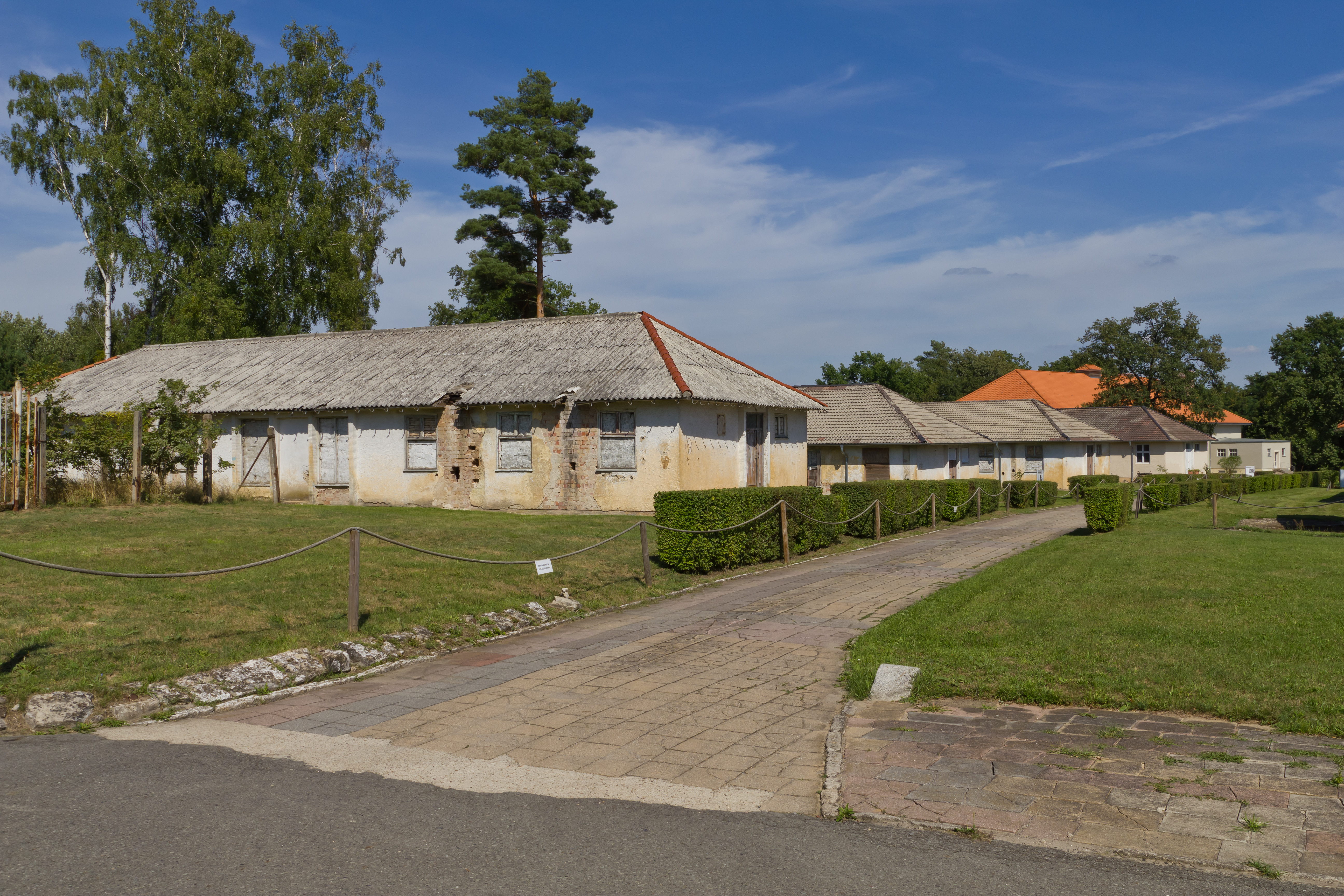
Берлинская Олимпийская деревня 1936 года

Следующая Олимпиада состоялась в 1936 году в Берлине. К Олимпиаде в нацистской Германии было построено около 145 одно-и двухэтажных жилых домов, столовая, театр, больница, крытый стадион, плавательный бассейн и сауна на отдельной территории, расположенной около 6 миль к западу от Берлина. Олимпиаду 1936 года решили провести с помпой. После игр олимпийская деревня использовалась более 50 лет в качестве военных казарм.
После Второй мировой войны Олимпиада состоялась в 1948 году в Лондоне, который ранее уже принимал соревнования в 1908 году. Спортсмены были размещены в столице и вокруг неё: мужчины в лагерях военно-воздушных сил Аксбриджа и Западного Дрейтона, а также в бывших военных казармах в Ричмонд-парке, а женщины — в школах Лондона.
Для следующих олимпиад в Мехико и Мюнхене были выстроены два крупных ансамбля из многоквартирных домов. В Монреале было принято высотное решение и квартиры Олимпийской деревни долго пустовали из-за отсутствия желающих купить квартиры по высоким ценам.
Для олимпиады 1980 года в СССР также была построена Олимпийская деревня. Москва, принимавшая соревнования, создала целый жилой микрорайон в процессе подготовки к олимпиаде. Однако эта деревня, в отличие от предыдущих городов, изначально была задумана в качестве жилого микрорайона, поэтому, кроме самих домов, были построены школы, больница, культурные и развлекательные объекты.

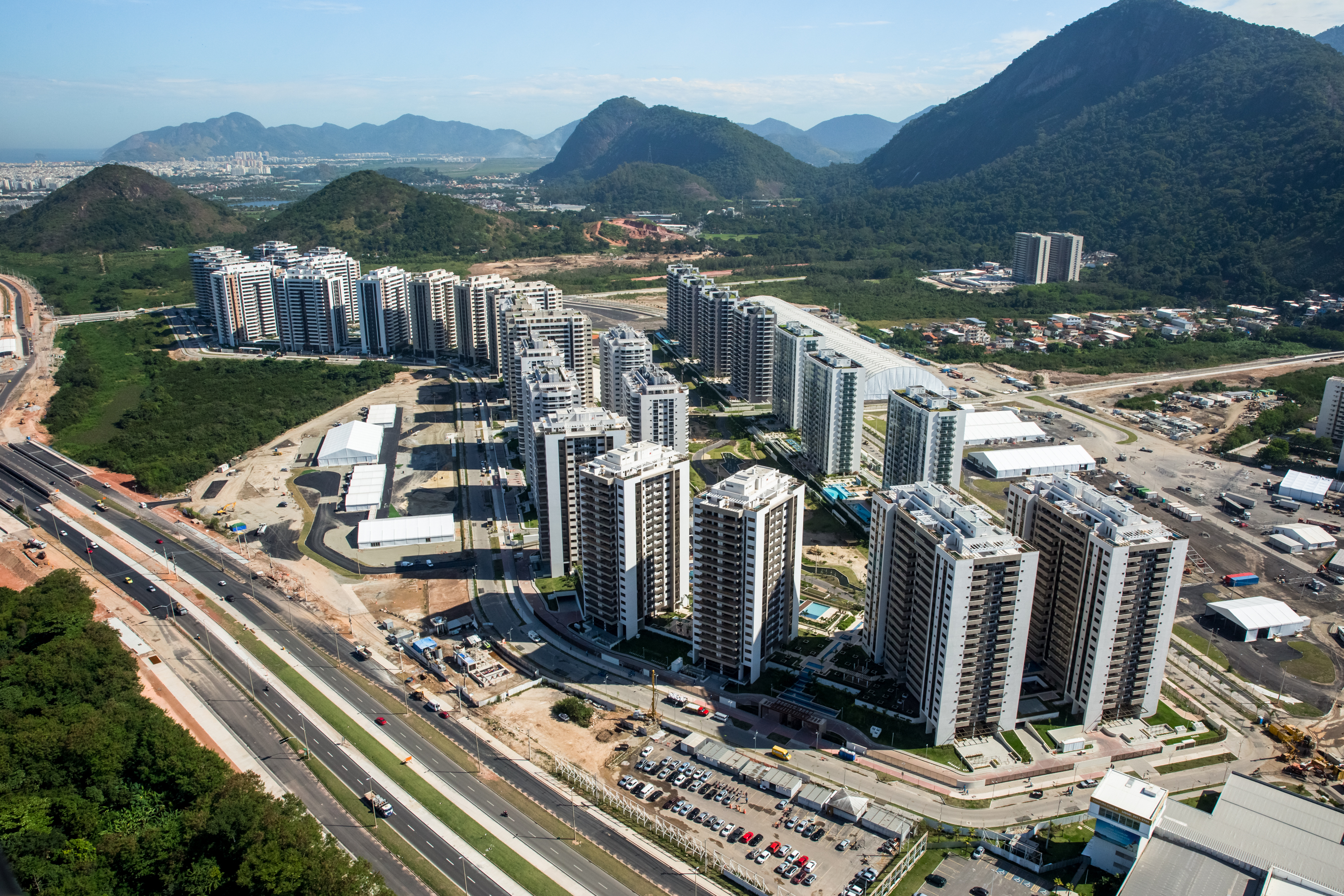
Олимпийская деревня в Рио-де-Жанейро 2016 год

Олимпийские деревни совершенствуются от Олимпиады к Олимпиаде. Со временем строительству Олимпийской деревни стало уделяться особое внимание.
Например, Олимпийская деревня, построенная к XXIX летним Олимпийским играм в Пекине, возводилась с учётом требований проведения Паралимпийских игр. Для создания безбарьерной среды строения и их оборудование учитывали особенности различных групп инвалидов. Санитарные комнаты оборудовались специальными поручнями. Лифты оснащались аудиосистемами, специальными кнопками для незрячих спортсменов. Олимпийская деревня включала три основных зоны: жилую, управленческую и международную. Жилая зона оснащена всеми необходимыми сооружениями. Были сооружены различные спортивные объекты для спорта и отдыха, многочисленные уютные заведения питания. Для проживания спортсменов и сопровождающих лиц на XXIX Олимпиаде были построены комфортабельные жилые блоки. Из них 22 были шестиэтажными, а 20 — девятиэтажными. В зданиях могли разместиться до 16000 участников. Первые этажи зданий были оборудованы под штабные помещения. Международная зона вместила в себя стандартные объекты: магазины, парковку, автобусную станцию, центр обеспечения, станцию проверки автомобилей.